# Данило (пророк)
Данило или Данијел (хебр. דָּנִיּאֵל, арап. دانيال) је био старозаветни пророк о коме сведочи Библији у Књизи о Данилу. Име „Данило“ у преводу значи „Судио му бог“. „Дан“ = судија и „и“ = суфикс који означава глагол везан уз говорника. Према Књизи о Данилу, у младости, Данило је однет у Вавилон где је био у служби суда у надлежности Ашпеназа. Данило је тамо постао познат по тумачењу снова и успео је да постане једна од најзначајнијих личности у вавилонском суду, све док Персијанци нису освојили Кипар. Консензус већине савремених научника је да Данило није историјска личност и да је књига загонетна алузија на владавину хеленистичког краља у 2. веку пре нове ере Антиоха IV Епифана.
Православни хришћани прослављају Данила као свеца и пророка. Јудаизам сматра Књигу о Данилу саставним делом јеврејског закона, али не признаје Данила за пророка. Ислам признаје Данила за пророка, иако се он не помиње експлицитно у Курану. 
Шест градова полаже право на Данилову гробницу, а најпознатија тврдња је она у Сусе, на југу Ирана, на месту познатом као Шуш Данијал. Он није пророк у јудаизму, али су га рабини сматрали најистакнутијим чланом вавилонске дијаспоре, непревазиђеним у побожности и добрим делима, чврстим у свом придржавању Закона упркос томе што је био окружен непријатељима који су тражили његову пропаст, а у првих неколико векова нове ере записали су многе легенде које су израсле око његовог имена. У хришћанству се сматра пророком, и иако се не помиње у Курану, муслимански извори га описују као пророка.

## Залеђина
Данилово име значи „Бог (Ел) је мој судија“. Док је најпознатији Данило јунак Књиге пророка Данила који тумачи снове и прима апокалиптичке визије, Библија такође кратко помиње још три особе овог имена:
- Књига пророка Језекиља (14:14, 14:20 и 28:3) се односи на легендарног Данила познатог по мудрости и праведности. У стиху 14:14, Језекиљ каже о грешној земљи Израела да „чак и када би ова тројица, Ноје, Данило и Јов, били у њој, они би својом праведношћу избавили само своје животе“. У 28. поглављу, Језекиљ се руга краљу Тира, реторички питајући: „Јеси ли мудрији од Данила?“[2] Чини се да је аутор књиге Данила узео ову легендарну фигуру, познату по својој мудрости, да му служи као централно људски карактер.[8]
- Књига Јездрина (8:2) помиње свештеника по имену Данило који је са Јездрином отишао из Вавилона у Јерусалим.[2]
- Прва књига Летописа (3:1) помиње Давидовог сина по имену Данило.

Даниел (Дн'ил, или Данел) је такође име личности у легенди о Акату из Угарита. (Угарит је био ханански град уништен око 1200. године пре нове ере – плоча са причом датира око 1360. п. н. е.). Овај легендарни Данило је познат по својој праведности и мудрости, и следбеник бога Ел (отуда његово име), који је објавио своју вољу кроз снове и визије. Мало је вероватно да је Језекиљ познавао далеко старију хананску легенду, али се чини разумним претпоставити да постоји нека веза између њих. Аутори прича у првој половини Књиге пророка Данила вероватно такође нису знали за Угаритског Данила и вероватно су преузели име свог хероја од Језекиља; аутор визија у другој половини је заузврат преузео име свог јунака из прича.

## Данилов живот
У трећој години владавине Јоакима (606. п. н. е.), Данила и још три младића по имену Хананија, Мишаел и Азарија су однели у Вавилон, заједно са неким од судија првог храма. 
Пошто је Данило био у обавези да уђе у службу краља Вавилона, у складу са њиховим обичајима, примио је халдејски име Балтазар, односно, принц Бел. Док је био у Вавилону, врло вероватно је боравио у Навукодоносоровој палати. Ипак, Данило и његова три друга сачували су свој изразито јеврејски верски и културни идентитет, идентитет који би пре или касније дошао у сукоб са паганизмом вавилонског суда. 
Данило је познат и по свом тумачењу Навукодоносоровог сна, којим је помогао краљу да спасе себи живот и сачува краљевство. За успешно читање речи Анђела Божијег на гробу, Данило је награђен од стране Вавилонаца љубичастим плаштом и уздизањем на ранг „трећег владара“ краљевства. Верује се да је звање „други владар“ носио Балтазар, син Навукодоносоров. 
Након персијског освајања Вавилона, Данило је задржан од стране „три поглавара“ царства за време владавине Дарија, те је стога био практично на челу државне управе, уз могућност да изведе Јеврејски народ из ропства (Данило 9), што је и учинио омогућивши им да се врате у своју домовину, иако се он није вратио са њима.
Данило је због верности јеврејском Богу био изложен прогону од стране супарника унутар краљевске администрације. Његова три пријатеља су бачена у ужарену пећ због одбијања да се поклоне вавилонском краљу Навукодоносору као богу, али су на чудесан начин спашени. И Данило ће годину дана касније, бити бачен у лавовску пећину из истих разлога, али је и он чудом спашен, након чега вавилонски краљ издаје декрет о поштовању „Даниловог бога“ (Данило 6:26). То ће умногоме утицати и на коначно проглашење краја јеврејског ропства у Вавилону(536. п. н. е.). 
Данило је постао пророк у позним годинама живота. Његова пророчанства помињу касније и други јеврејски пророци: Исаија, Јеремија и Језекиљ.
Православна црква слави Светог пророка Данила, заједно са три младића, 17. децембра.